# Consuetudines Cartusiae

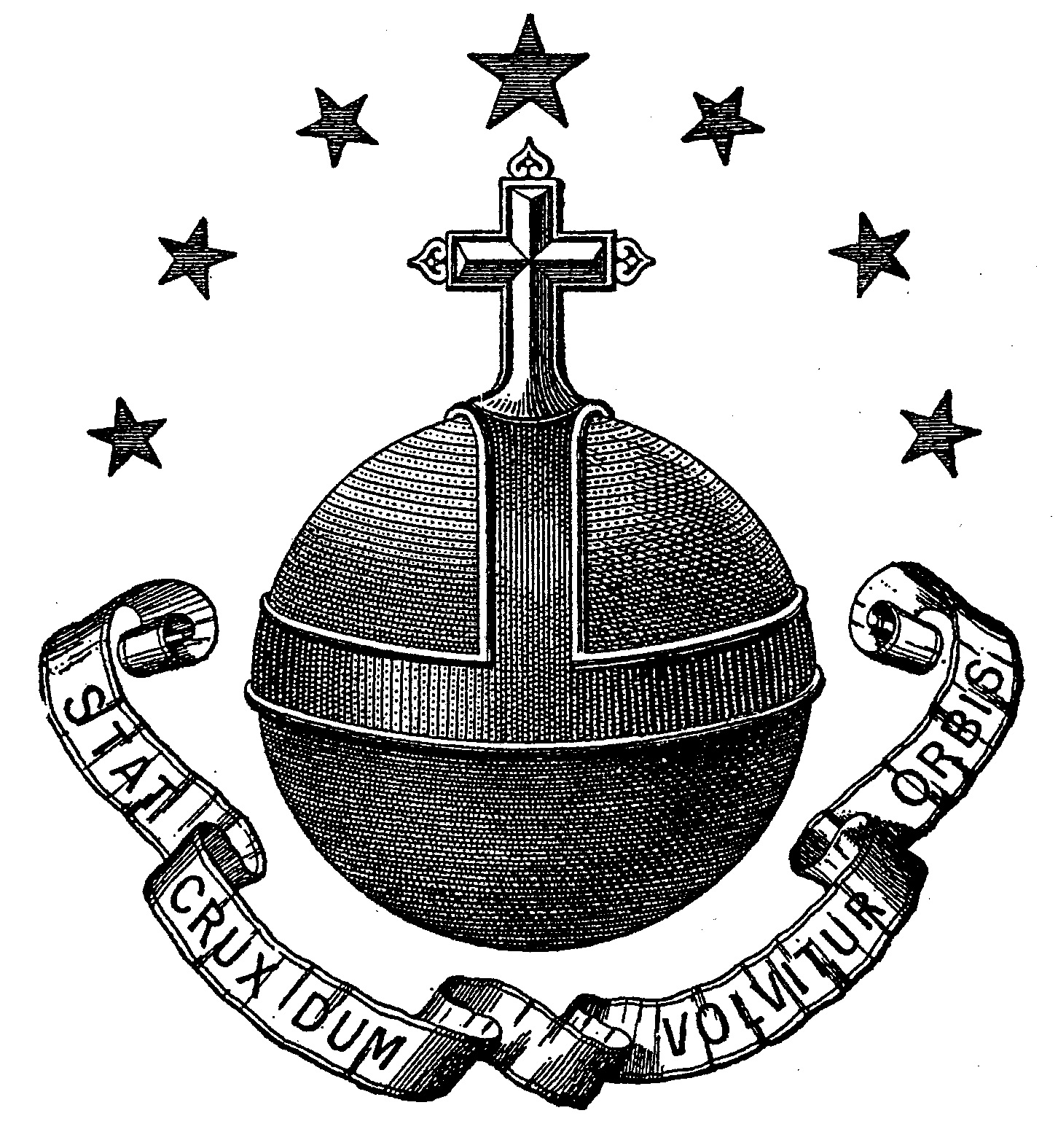
Emblema e divisa da Ordem

A Consuetudines Cartusiae - literalmente: Costumes dos Cartuxos - é um documento escrito entre 1121 e 1128 por Guigues I O Cartuxo, quinto prior da Grande Chartreuse que sem ter a forma de uma regra ou constituição é um texto legislativo fundamental da ordem dos Cartuxos.

## Origem
Mesmo se Bruno é o inspirador do ideal da vida cartusiana, não parece que tivesse tido a ideia de fundar uma ordem religiosa, excepto quando em 1090, foi chamado pelo Papa Urbano II para fundar na Calábria um novo eremitério . Na realidade a ordem desenvolve-se justamente depois de ter aparecido as Consuetudines.

## Conteúdo
A Consuetudines Cartusiae, que será aprovada pelo Papa Inocêncio II em 1133, inspira-se nas regras beneditinas e compreendem 80 capítulos :
- cap 1-14; usos litúrgicos e os chamados rito cartusiano que fala da maneira como é celebrada a missa e dados os sacramentos na ordem dos Cartuxos
- cap 15-16; obrigações temporal e religiosa do prior
- cap 17-21; contactos com o mundo exterior
- cap 22-27; novos candidatos e noviços
- cap 28-35; a vida dentro do mosteiro, vestuário, cela, etc.
- cap 36-41; bens temporais da comunidade
- cap 42-76; a vida dos irmãos da confraria
- cap 77-79; numero de irmãos, máximo de 13 pais e 16 frades
- cap 80; elogio da vida monástica

## Efemérides
- 1084 - fundação da Grande Chartreuse
- 1128 - fim da Consuetudines Cartusiae
- 1150 - nova edição revista e corrigida da Consuetudines
- 1983 - nova edição revista e corrigida segundo o concílio Vaticano II
- 1987 - nova revisão conhecida como Estatutos da Ordre cartusiana